# Luik-Bastenaken-Luik 2025
Het Belgische wielermonument Luik-Bastenaken-Luik vond in 2025 plaats op zondag 27 april. Er werd zowel een wedstrijd gereden bij de vrouwen als bij de mannen. Titelverdediger bij de mannen Tadej Pogačar volgde zichzelf op en bij de vrouwen werd Grace Brown opgevolgd door de Mauritiaanse Kimberley Le Court.

## Mannen
Bij de mannen werd de 111e editie van deze wedstrijd verreden. Titelverdediger Tadej Pogačar behoorde ook deze editie bij de favorieten, samen met o.a. Olympisch kampioen Remco Evenepoel, Thomas Pidcock, Ben Healy en Mattias Skjelmose, de winnaar van de Amstel Gold Race. Wereldkampioen Pogačar demarreerde op La Redoute en kwam na een solo van 35 kilometer alleen aan in Luik. Hij won zo zijn negende monument, nadat ie eerder in het jaar ook al de UAE Tour, Strade Bianche, Ronde van Vlaanderen en de Waalse Pijl wist te winnen. Hij eindigde zelfs al zijn wedstrijden in het voorjaar op het podium. Bovendien was hij de tweede renner die De Ronde en La Doyenne in één seizoen wist te winnen: enkel Eddy Merckx lukte dit in 1969 en 1975.
De wedstrijd was 252 kilometer lang en was onderdeel van de UCI World Tour 2025. Van de 175 gestarte renners zijn er 129 gefinisht. Remco Evenepoel finishte als 59e. Beste Nederlander was Koen Bouwman op de 73e plek.
De ploeg Uno-X Mobility (mannen en vrouwen) reed deze wedstrijd in het tenue van 7-Eleven, als eerbetoon aan de Amerikaanse wielerploeg die precies 40 jaar geleden debuteerde in een monument.

### Uitslag
| Plaats  | Naam            | Ploeg                   | tijd     |
| ------- | --------------- | ----------------------- | -------- |
| Winnaar | Tadej Pogačar   | UAE Team Emirates       | 6u00'09" |
| 2       | Giulio Ciccone  | Lidl-Trek               | + 1'03"  |
| 3       | Ben Healy       | EF Education-EasyPost   | z.t.     |
| 4       | Simone Velasco  | XDS Astana Team         | + 1'10"  |
| 5       | Thibau Nys      | Lidl-Trek               | z.t.     |
| 6       | Andrea Bagioli  | Lidl-Trek               | z.t.     |
| 7       | Daniel Martínez | Red Bull-BORA-hansgrohe | z.t.     |
| 8       | Axel Laurance   | INEOS Grenadiers        | z.t.     |
| 9       | Tom Pidcock     | Bahrain-Victorious      | z.t.     |
| 10      | Neilson Powless | EF Education-EasyPost   | z.t.     |
|         |                 |                         |          |
| 73      | Koen Bouwman    | Team Jayco AlUla        | + 5'41"  |

## Vrouwen
Bij de vrouwen werd de negende editie van deze wedstrijd werd verreden. Titelverdedigster Grace Brown was inmiddels gestopt als wielrenster. Bij de favorieten behoorden wereldkampioene Lotte Kopecky, Demi Vollering, Katarzyna Niewiadoma, Elisa Longo Borghini en Puck Pieterse, de winnares van de Waalse Pijl. Op de Roche aux Faucons sloten Vollering, Kopecky en Pieterse aan bij Cédrine Kerbaol, de laatste die overbleef van een kopgroep. Op de uitloper moest Kopecky lossen uit de kopgroep en op hetzelfde moment wist Kimberley Le Court aan te sluiten vooraan. Omdat haar nationale kampioenstrui erg lijkt op de regenboogtrui, wordt ze regelmatig verward met Kopecky. Op de Quai des Ardennes bleek Le Court de snelste van de vier en boekte zo de grootste overwinning voor haar land en voor haar ploeg AG Insurance-Soudal.
De start van deze wedstrijd was net als de vorige edities in Bastenaken. De finish lag bijna 153 kilometer verderop in Luik.
De wedstrijd was onderdeel van de UCI Women's World Tour 2025. 

### Uitslag
| Plaats  | Naam                  | Ploeg                    | tijd     |
| ------- | --------------------- | ------------------------ | -------- |
| Winnaar | Kimberley Le Court    | AG Insurance-Soudal      | 4u15'42" |
| 2       | Puck Pieterse         | Fenix-Deceuninck         | z.t.     |
| 3       | Demi Vollering        | FDJ-Suez                 | z.t.     |
| 4       | Cédrine Kerbaol       | EF Education-Oatly       | z.t.     |
| 5       | Lotte Kopecky         | Team SD Worx-Protime     | + 24"    |
| 6       | Marlen Reusser        | Movistar                 | z.t.     |
| 7       | Niamh Fisher-Black    | Lidl-Trek                | z.t.     |
| 8       | Monica Trinca Colonel | Liv AlUla Jayco          | z.t.     |
| 9       | Katarzyna Niewiadoma  | Canyon//SRAM zondacrypto | z.t.     |
| 10      | Yara Kastelijn        | Fenix-Deceuninck         | z.t.     |

1892 · 1893 · 1894 · 1895-1907 · 1908 · 1909 · 1910 · 1911 · 1912 · 1913 · 1914 · 1915 · 1916 · 1917 · 1918 · 1919 · 1920 · 1921 · 1922 · 1923 · 1924 · 1925 · 1926 · 1927 · 1928 · 1929 · 1930 · 1931 · 1932 · 1933 · 1934 · 1935 · 1936 · 1937 · 1938 · 1939 · 1940 · 1941 · 1942 · 1943 · 1944 · 1945 · 1946 · 1947 · 1948 · 1949 · 1950 · 1951 · 1952 · 1953 · 1954 · 1955 · 1956 · 1957 · 1958 · 1959 · 1960 · 1961 · 1962 · 1963 · 1964 · 1965 · 1966 · 1967 · 1968 · 1969 · 1970 · 1971 · 1972 · 1973 · 1974 · 1975 · 1976 · 1977 · 1978 · 1979 · 1980 · 1981 · 1982 · 1983 · 1984 · 1985 · 1986 · 1987 · 1988 · 1989 · 1990 · 1991 · 1992 · 1993 · 1994 · 1995 · 1996 · 1997 · 1998 · 1999 · 2000 · 2001 · 2002 · 2003 · 2004 · 2005 · 2006 · 2007 · 2008 · 2009 · 2010 · 2011 · 2012 · 2013 · 2014 · 2015 · 2016 · 2017 · 2018 · 2019 · 2020 · 2021 · 2022 · 2023 · 2024 · 2025
Tour Down Under ·
Great Ocean Road Race ·
Ronde van de Verenigde Arabische Emiraten ·
Omloop Het Nieuwsblad ·
Strade Bianche ·
Parijs-Nice · 
Tirreno-Adriatico · 
Milaan-San Remo ·
Ronde van Catalonië ·
Classic Brugge-De Panne ·
E3 Saxo Classic ·
Gent-Wevelgem ·
Dwars door Vlaanderen ·
Ronde van Vlaanderen ·
Ronde van het Baskenland ·
Parijs-Roubaix ·
Amstel Gold Race ·
Waalse Pijl ·
Luik-Bastenaken-Luik ·
Ronde van Romandië ·
Eschborn-Frankfurt ·
Ronde van Italië ·
Critérium du Dauphiné ·
Ronde van Zwitserland ·
Copenhagen Sprint · 
Ronde van Frankrijk ·
Clásica San Sebastián ·
Ronde van Polen ·
BEMER Cyclassics ·
Renewi Tour ·
Ronde van Spanje ·
Bretagne Classic ·
GP van Quebec ·
GP van Montreal ·
Ronde van Lombardije ·
Ronde van Guangxi
Tour Down Under ·
Cadel Evans Great Ocean Road Race ·
Ronde van de Verenigde Arabische Emiraten ·
Omloop Het Nieuwsblad ·
Strade Bianche ·
Trofeo Alfredo Binda-Comune di Cittiglio ·
Milaan-San Remo ·
Brugge-De Panne ·
Gent-Wevelgem ·
Ronde van Vlaanderen ·
Parijs-Roubaix ·
Amstel Gold Race ·
Waalse Pijl ·
Luik-Bastenaken-Luik ·
Ronde van Spanje ·
Ronde van het Baskenland ·
Ronde van Burgos ·
Ronde van Groot-Brittannië ·
Ronde van Zwitserland ·
Copenhagen Sprint · 
Ronde van Italië ·
Ronde van Frankrijk ·
Ronde van Romandië ·
Ronde van Scandinavië ·
GP de Plouay-Bretagne ·
Simac Ladies Tour ·
Ronde van Chongming ·
Ronde van Guangxi